# Otto Jaworski
Otto Jaworski (* 28. Juni 1941; † 21. September 2021) war ein deutscher Fußballspieler.

## Karriere

### Beginn
Jaworski gehörte mit 22 Jahren dem Kader des FC Bayern München an, für den er in der Saison 1963/64 unter Trainer Zlatko Čajkovski drei Regionalligaspiele bestritt. Er debütierte in der seinerzeit höchsten deutschen Spielklasse am 18. Mai 1964 bei der 0:1-Niederlage im Auswärtsspiel gegen den FC Bayern Hof. In seinen letzten beiden Punktspielen am 24. und 31. Mai 1964 bestach er durch Torgefährlichkeit. Bei der 4:6-Niederlage im Heimspiel gegen die TSG Ulm 1846 drei Tore, beim 3:3-Unentschieden im Auswärtsspiel gegen den Absteiger Spvgg. 03 Neu-Isenburg traf er doppelt. Des Weiteren bestritt er zwei Aufstiegsspiele zur Bundesliga 1963/64 gegen Borussia Neunkirchen am 14. und 20. Juni 1964. Obwohl er eine weitere Spielzeit dem Kader des FC Bayern München angehörte, kam er nicht mehr zu einem Spieleinsatz, der FC Bayern München schloss die Saison als Bundesligaaufsteiger ab.

### Fortsetzung
Zu Saisonbeginn 1965/66 wechselte Jaworski in die Regionalliga Südwest zum TSC Zweibrücken, den er aber – aufgrund des Abstiegs in die Amateurliga Südwest – nach nur einer Spielzeit verließ. Für die „Rot-Schwarzen“ hatte der Ex-Münchner 23 Ligaspiele absolviert und dabei ein Tor erzielt.
In den beiden Spielzeiten 1966/67 und 1967/68 war er für den TuS Neuendorf aus dem Koblenzer Stadtteil aktiv. Entging er mit der Mannschaft in seiner ersten Saison nur knapp dem Abstieg, so belegte er mit dieser in seiner zweiten Saison den zweiten Tabellenplatz, der zur Teilnahme an den Aufstiegsspielen zur Bundesliga 1968/69 berechtigte. Nach acht Spielen gegen vier Mitstreiter, in denen er torlos mitwirkte, belegte er mit der Mannschaft nur den dritten Rang. Unter Trainer Herbert Rappsilber hatte er an der Seite von Mitspielern wie Helmut Horsch, Werner Hölzenbein, Willi Kostrewa, Rudolf Krätschmer und Hans Sondermann bei der Erringung der Vizemeisterschaft alle 30 Punkt- wie auch alle acht Aufstiegsspiele absolviert. Nach 49 Ligaspielen und zwei erzielten Toren zog es Jaworski zur Saison 1968/69 zum FC Solothurn in die Nationalliga B, der zweithöchsten Spielklasse in der Schweiz.

### Ende
Nach zwölf Monaten beendete er in der Saison 1969/70 beim 1. FC Saarbrücken in der Regionalliga Südwest seine höherklassige Spielerlaufbahn. Neben Mitspielern wie Horst Zingraf und Wolfgang Seel erzielte er für die Saarländer in zehn Punktspielen fünf Tore.
In späteren Jahren war er als Trainer bei Hassia Bingen, beim SV Leiwen, beim VfL Hamm/Sieg, beim VfB Wissen, TuS Neuendorf, den Sportfreunden Eisbachtal und beim FV Engers 07 aktiv.